# Aristeno de Megalópolis
Aristeno de Megalópolis (Αρίσταινος) (¿*Dyme?) fue un estratego (strategos) de la Liga Aquea, en la Antigua Grecia, cargo que ocupó en tres ocasiones. Estos periodos fueron en 199 - 198 a. C., 195 - 194 a. C. y 186 - 185 a. C.

## Biografía

Liga Aquea en 194 a. C.

Fue elegido estratego de la Liga Aquea por primera vez para el año 199-198 a. C., durante la segunda guerra macedónica. Maniobró para que la Asamblea aquea rompiera sus tratados de alianza con Reino de Macedonia y se alineara con Roma. Desde entonces la Liga fue uno de los más firmes aliados de Roma en Grecia y Aristeno su líder más influyente.

Aristeno dirigía la política de un modo tal, que estaba dispuesto a hacer lo conveniente a los romanos, algunas cosas incluso antes de que estos las indicaran. Sin embargo, no se puede negar que procuraba siempre dar la impresión de respetar las leyes aqueas, y que ponía el máximo interés en gozar de tal reputación
Polibio, op. cit. 24. 11.

Estratego por segunda vez en 195-194 a. C., persuadió al procónsul romano Tito Quincio Flaminino para que interviniera contra la gran rival de la Federación Aquea, Esparta.  Gracias a eso la Liga pudo recuperar Argos y reducir el poder de Nabis de Esparta en la región, pero fue incapaz de lograr el gran objetivo de los aqueos, derrocar a Nabis e incorporar Esparta a su Liga. Debido a ello el prestigio de los prorromanos sufrió un duro golpe, y en las elecciones de 193 a. C.fue derrotado por Filopemen.
Aristeno pasó así a la oposición en el gobierno de la Liga, dominado por los principios más “nacionalistas” de Filopemen o Licortas. Durante ese tiempo criticó duramente los esfuerzos de Filopemen y sus partidarios de crear una acción diplomática independiente de Roma.

Liga Aquea en 188 a. C.

Su momento llegó en 187 a. C., con ocasión de la guerra con Esparta y la matanza de los líderes espartanos de la aldea de Compasio, ordenada por Filopemen. Ante el miedo a la reacción de Roma, Aristeno pudo derrotar a Licortas de Megalópolis, delfín de Filopemen, en las elecciones de 186 a. C. y recuperar el cargo de estratego.
Durante su tercer generalato trató de adaptar la diplomacia aquea a los intereses romanos, pero chocó con la intensa oposición de Filopemen, que bloqueó sus intentos de llegar a una alianza con el Reino de Pérgamo, el principal punto de apoyo romano en el mundo griego, y sobre todo de reorganizar la situación del Peloponeso de acuerdo a los deseos de Roma. Eso llevó a la opinión pública aquea, indignada con el intervencionismo romano en los asuntos internos de la Liga, a rechazar los postulados pro romanos. En las elecciones de 185 a. C. Licortas venció sin dificultades.
Tras la derrota de su facción Aristeno desaparece de la vida política aquea. Posiblemente moriría hacia 180 a. C. Su sucesor en la dirección del movimiento prorromano fue Calícrates de Leonte, elegido estratego en 181 a. C.